# Оберар
Оберар (нім. Oberahr) — громада в Німеччині, розташована в землі Рейнланд-Пфальц. Входить до складу району Вестервальд. Складова частина об'єднання громад Вальмерод.
Площа — 4,27 км2. Населення становить 542 ос. (станом на 31 грудня 2020).